# Ухтомский, Эспер Эсперович
Князь Эспер Эсперович У́хтомский (14 [26] августа 1861, Ораниенбаум — 12 октября 1921, Детское Село) — русский дипломат, ориенталист, публицист, поэт, переводчик. Известен «востокофильской» позицией в печати и общественной жизни предреволюционной России. Один из приближённых Николая II.

## Биография

### Семья
Родился 14 (26) августа 1861 года в Ораниенбауме в семье рода князей Ухтомских — отрасль князей Белозерских — ветвь дома Рюриковичей, включающая в число предков по женской линии Юрия Долгорукого и хана Батыя. Отец будущего дипломата, Эспер Алексеевич (1834 или 1832—1885) — морской офицер, участник обороны Севастополя, кругосветного плавания на корвете «Витязь» и похода И. С. Унковского на фрегате «Аскольд» в Нагасаки, капитан 1 ранга (1870), с 1881 помощник морского агента в Австрии и Италии, один из основателей Товарищества Русского Восточного пароходства, осуществлявшего рейсы в Индию и Китай. Мать Дженни Алексеевна (урождённая Грейг, 1835—1870) была внучкой адмирала эпохи Екатерины II, героя Чесменского сражения С. К. Грейга, этнического шотландца.

### Образование
С 1873 по 1880 годы учился в гимназии при Санкт-Петербургском историко-филологическом институте. Затем окончил историко-филологический факультет Санкт-Петербургского университета. Занимался изучением славянской филологии и философии у М. И. Владиславлева и В. С. Соловьёва, с которым сложились дружеские и творческие связи. Однокурсник Д. И. Шаховского, С. Волконского, Забелло. Именно благодаря В. С. Соловьёву, в газете «Русь» И. С. Аксакова появилась первая поэтическая работа Э. Э. Ухтомского, посвящённая 100-летию В. А. Жуковского (1883). 
Во время учёбы заинтересовался буддизмом и составил библиографию работ по истории, религии, культуре и искусству народов Центральной, Южной Азии и Дальнего Востока.
После окончания университета поступил на службу в Министерство внутренних дел, в департамент духовных дел иностранных исповеданий. В период с 1886 по 1890 гг. был несколько раз командирован в Монголию, Китай, Забайкалье для изучения инородцев-буддистов. Описания поездок публиковал в «Русском Вестнике» и других изданиях.

### Путешествие будущего царя Николая на Восток
В 1890—1891 годах князь Ухтомский сопровождал цесаревича, будущего Николая II, в его путешествии на Восток на крейсере «Память Азова». После возвращения из путешествия Э. Э. Ухтомский был избран членом Русского географического общества.

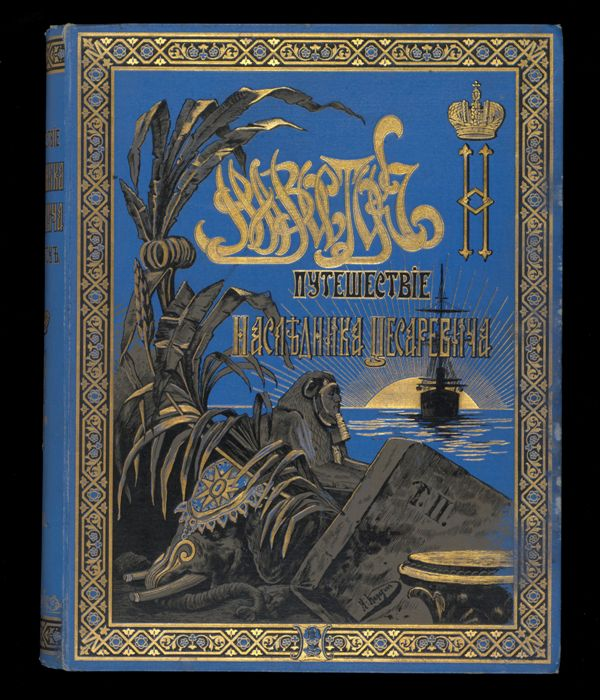
Обложка первого тома «Путешествия на Восток»

Свои путевые впечатления и наблюдения он описал в книге «Путешествие на Восток наследника цесаревича». Первый том под названием «Путешествие на Восток Его Императорского Высочества Государя Наследника Цесаревича. 1890—1891» вышел в свет в 1893 году; второй и третий тома — в 1895 и 1897 гг. уже под названием «Путешествие Государя Императора Николая II на Восток (в 1890—1891)». Успеху книги способствовали текст Э. Э. Ухтомского, содержавший сведения по истории, этнографии и религии народов Востока, и иллюстрации Н. Н. Каразина. Сразу же после выхода в свет «Путешествие» было издано на английском, немецком и французском языках.
Ряд его рукописей остался неопубликованным. Коллекция буддийских древностей, собранная Э. Э. Ухтомским, считалась до революции 1917 г. наиболее полным собранием предметов буддизма Восточной Сибири. В 1900 году эта коллекция выставлялась на Всемирной выставке в Париже, где получила золотую медаль, и послужила основным материалом для классического исследования Альберта Грюнведеля по буддийской мифологии. После реквизирования советским правительством она составила важную часть восточной коллекции Эрмитажа и других музеев Санкт-Петербурга.

### 1890—1910-е годы
С 1896 по 1910 год князь Ухтомский был председателем правления Русско-Китайского банка, с конца 1890-х до 1905 года возглавлял правление Маньчжурской железной дороги.
С 1896 по февраль 1917 года был издателем «Санкт-Петербургских ведомостей». В своей редакторско-публицистической деятельности Э. Э. Ухтомский показал себя приверженцем монархического строя, но вместе с тем дистанцировался от консерватизма «Московских ведомостей» и «Гражданина», горячо защищал начала законности и гуманности, высказывался против административного произвола, отстаивал веротерпимость и местное самоуправление.
Санкт-Петербургские ведомости под его руководством стали важнейшим печатным органом ориентирующейся на линию Витте российской либеральной бюрократии. Здесь в 1890-е годы и начале XX столетия активно печатались друзья Соловьёва Д. Н. Цертелев и С. Н. Трубецкой. В 1903—1904 годы редактором «Санкт-Петербургских ведомостей» являлся А. А. Столыпин. В газете Ухтомского Соловьёв выступил 18 ноября 1896 года с программной статьей «Мир Востока и Запада», наиболее четко отражавшей его «либерально-имперские» воззрения тех лет.
После смерти Соловьёва в 1900 Ухтомский стал одним из лидеров Соловьёвского общества, регулярно обсуждавшего «наболевшие вопросы иноверия и инородчества», в том числе необходимость уравнения прав и прекращения репрессий в адрес духоборов и молокан, евреев и армян.
Во время событий на Дальнем Востоке князь Ухтомский, вообще склонный идеализировать азиатский быт и переносить центр русской исторической жизни в Азию, выступил в брошюре: «К событиям в Китае» и других статьях с идеей союза между Россией и Китаем.
«Между Западной Европой и азиатскими народами лежит огромная пропасть, а между русскими и азиатами такой пропасти не существует».
«для Всероссийской державы нет другого исхода: или стать тем, чем она от века призвана быть (мировой силой, сочетающей Запад с Востоком), или бесславно пойти на пути падения, потому что Европа сама по себе нас, в конце концов, подавит внешним превосходством своим, а не нами пробуждённые азиатские народы будут ещё опаснее, чем западные иноплеменники».

### Советский период
Ещё до революции (1911) Э. Э. Ухтомский выехал из Петербурга в Царское Село, где владел домом на углу Средней и Оранжерейной улиц. Он жил уединённо, зарабатывая на жизнь переводами. После смерти сына написал письмо историку С. Ф. Платонову (10.11.1919) с просьбой «представить мне возможность устроиться по архивной части <…> спасти от уничтожения полузаконченные книги».
Согласно удостоверению, выданному в 1920 году, Э. Э. Ухтомский являлся ассистентом-хранителем Дальневосточного отделения Русского музея, научным сотрудником Академии истории материальной культуры, а также сотрудником Пушкинского дома, Музея антропологии и Русского комитета для изучения Азии. С. М. Волконский писал в мемуарах, что в последние годы Э. Э. Ухтомский «занимался исследованиями по русской истории удельного периода», то есть работал по тематике школы Сергея Фёдоровича Платонова. 
Скончался в Детском Селе, находясь в доме по адресу Оранжерейная улица, дом 5, 12 октября 1921 года от милиарного туберкулеза; погребён на Казанском кладбище.

## Оценки деятельности

### В международной политике
Э. Э. Ухтомского некоторые обвиняли в способствовании агрессивной политике России, приведшей к победе Японии в Русско-японской войне: якобы это он приблизил к царю А. М. Безобразова и поддерживал вдохновлённую им партию войны, интересы которой привели к отказу от раздела сфер влияния Японии и России в Корее и Маньчжурии, что и стало поводом к войне

### В общественной мысли России
Э. Э. Ухтомский примыкал к славянофильской группе, видевшей в опоре на Восток не просто альтернативу Западу, но желанное будущее России. Исследователи называют его «первым евразийцем». Э. Э. Ухтомский не разделял страх своего учителя В. С. Соловьева перед «желтой опасностью» и «панмонголизмом». Более того, он выступал против участия России в экспедиции восьми держав в 1900 году по подавлению Боксёрского (Ихэтуаньского) восстания в Китае и считал, что России следует дистанцироваться от политики Запада, которая примитивно материалистична и носит колонизаторский характер. В понятие Востока он включал и Россию, которая, по его мнению, является «обновленным Востоком», с которым не только ближайшие азиатские соседи, но и индусы, и китайцы имеют больше общих интересов и симпатий, нежели с колонизаторами Запада.

«Восток и Россия — одна безбрежная стихия, одно гармоничное в своих духовных основаниях целое».
«Ничего нет легче для русских людей, как ладить с азиатами. Между ними и нами — такое сочетание единомыслия по существеннейшим жизненным вопросам, что некоторого рода родство душ всегда определяется быстро и самым тесным образом. При глубоком, почти коренном различии национального психофизического облика, японец и простого звания русский все как-то братски ближе друг к другу, чем к европейцам».
В «Трех разговорах» Соловьёв устами одного из персонажей выступил против нео-славянофильства, указывая, что его представители от проповеди «греко-славянской самобытности» переходят к исповеданию «какого-то китаизма, буддизма, тибетизма и всякой индейско-монгольской азиатчины», что может быть критикой увлечения Э. Э. Ухтомского восточной культурой и религией.

## Использование образа в художественной литературе
- Единственное произведение, в котором Э. Э. Ухтомский является главным персонажем — роман В. Б. Коробова «Дальневосточные экспедиции князя Э. Э. Ухтомского…». Он занял третье место в категории «Проза» литературного конкурса «Улов» (весна 2000). В центре романа, выполненного в форме историко-религиоведческого и историко-литературоведческого исследования — «Книга Юнглей Мансурова», мистический текст, якобы обнаруженный Э. Э. Ухтомским в Цугольском дацане в 1891, и его коренное воздействие на последующую русскую поэтическую традицию.
- В сатирическом ключе выведен в повести Марии Евгеньевой (1917) "Роман цесаревича". Заодно в книге высмеяны его стихи. 2-е изд.: Москва, 1990.
- Исторический роман Арадана Ангархаева «Учитель Далай-Ламы. О жизни Агвана Доржиева», публикуемый в журнале «Сибирские огни» (2007, № 12) упоминает Э. Э. Ухтомского относительно фигуры Николая II как проводника востокофильских идей, поставщика ко двору бурятских лекарей и др., наряду с Агваном Доржиевым, Витте, Безобразовым и Распутиным.
- В историческом романе Геннадия Мельникова «В страну Восточную придя…» (1986—1989) Э. Э. Ухтомский высказывает свою позицию обращения России к Китаю Сергею Витте, что Витте воспринимает как трансляцию мнений цесаревича и его окружения — и в свою очередь заражается идеей сильного экономического присутствия России в Китае.
- В автобиографической стихотворной повести Агвана Доржиева «Занимательные заметки — описание путешествия вокруг света» Ухтомский упоминается как проводник к царю Николаю II —

Прибыл в столичный город Петербург.
[Там] установив связь с хитроумным Устомским,
получил аудиенцию царя.
Спросив совета о том, какие шаги необходимо предприять,
чтобы Англия не прибрала к рукам далекую и глухую страну Тибет
.

## Семья и дети
Был женат на Матрене (Марии) Васильевне Васильевой, дочери крестьянина. Его сын Ухтомский, Дий Эсперович (1886—1918) — воспитанник Александровского лицея, этнограф-антрополог, путешественник, с 1908 года — сотрудник Русского музея. Дий Эсперович был женат с 16 октября 1911 года на княжне Наталье Дмитриевне Церетели (1892—1942), дочери философа и поэта князя Дмитрия Николаевича Цертелева. У них было трое детей: Дмитрий (1912—1993), Алексей (11.11.1913—1954, художник) и Мариамна (21.04.1917 — 09.09.1921). Дий Ухтомский служил в рядах Красного Креста во время Первой мировой войны, умер от туберкулёза. Дмитрий Диевич Ухтомский: в годы Второй мировой войны — военный разведчик в Иране, крупный фотохудожник и фотожурналист. 

## Сочинения
- От Калмыцкой степи до Бухары. СПб, 1891.
- О состоянии миссионерского вопроса в Забайкалье. СПб, 1892. — 48 с.
- К событиям в Китае. Об отношениях Запада и России к Востоку. СПб, 1900. — 87 с.
- Из китайских писем. СПб, 1901. — 31 с.
- Из прошлого. СПб., 1902.
- Из области ламаизма. К походу англичан на Тибет. СПб, 1904. 129 стр. (книга, в частности обнаруженная в Яснополянской Библиотеке Л. Н. Толстого)
- Из путевых заметок и воспоминаний. СПб, 1904.
- Перед грозным будущим. К русско-японскому столкновению. СПб, 1904. — 28 с.
- В туманах седой старины. К варяжскому вопросу. Англо-русская связь в дальние века. — СПб, 1907. − 43 с.
- Путешествие на Восток Его Императорского Высочества Государя Наследника Цесаревича. 1890—1891. Автор-издатель Э. Э. Ухтомский. Иллюстрировал Н. Н. Каразин. Т. I. СПб.-Лейпциг, Ф. А. Брокгауз, 1893; Т. II. Лейпциг, Ф. А. Брокгауз, 1895; Т. III. 1897.